# Cerchio (Italia)
Cerchio (Circhië in dialetto marsicano) è un comune italiano di 1 541 abitanti della provincia dell'Aquila in Abruzzo.

## Geografia fisica
Il paese è situato alle pendici del monte Sirente sul versante nord-est della conca del Fucino in una posizione di altura ad 834 metri m s.l.m. alle pendici del monte Corbarolo.  Confina con i territori comunali di Aielli a nord-ovest, Collarmele ad est, Celano a sud-ovest e San Benedetto dei Marsi a sud-est. Il suo territorio rientra nei confini del parco naturale regionale Sirente-Velino. La catena del Sirente-Velino, posta a nord, separa Cerchio dalla valle Subequana.

## Origini del nome
Il toponimo Cerchio deriverebbe dal termine latino "circ(u)lus" riferito probabilmente alla forma dell'originario recinto fortificato.
Anche la posizione geografica e la forma del vecchio nucleo urbano farebbero propendere per questa ipotesi etimologica.

## Storia

### Origini

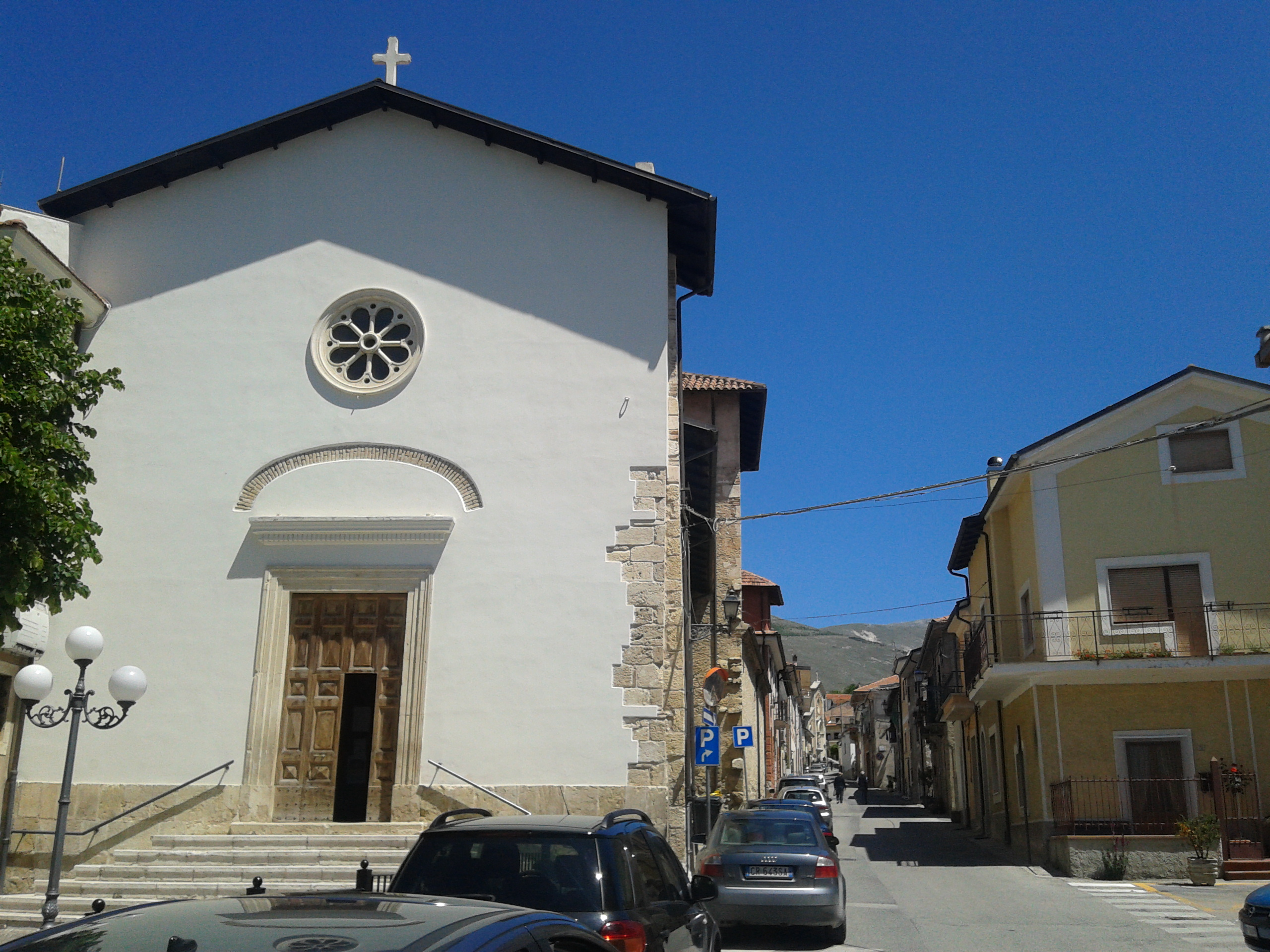
Chiesa della Madonna delle Grazie

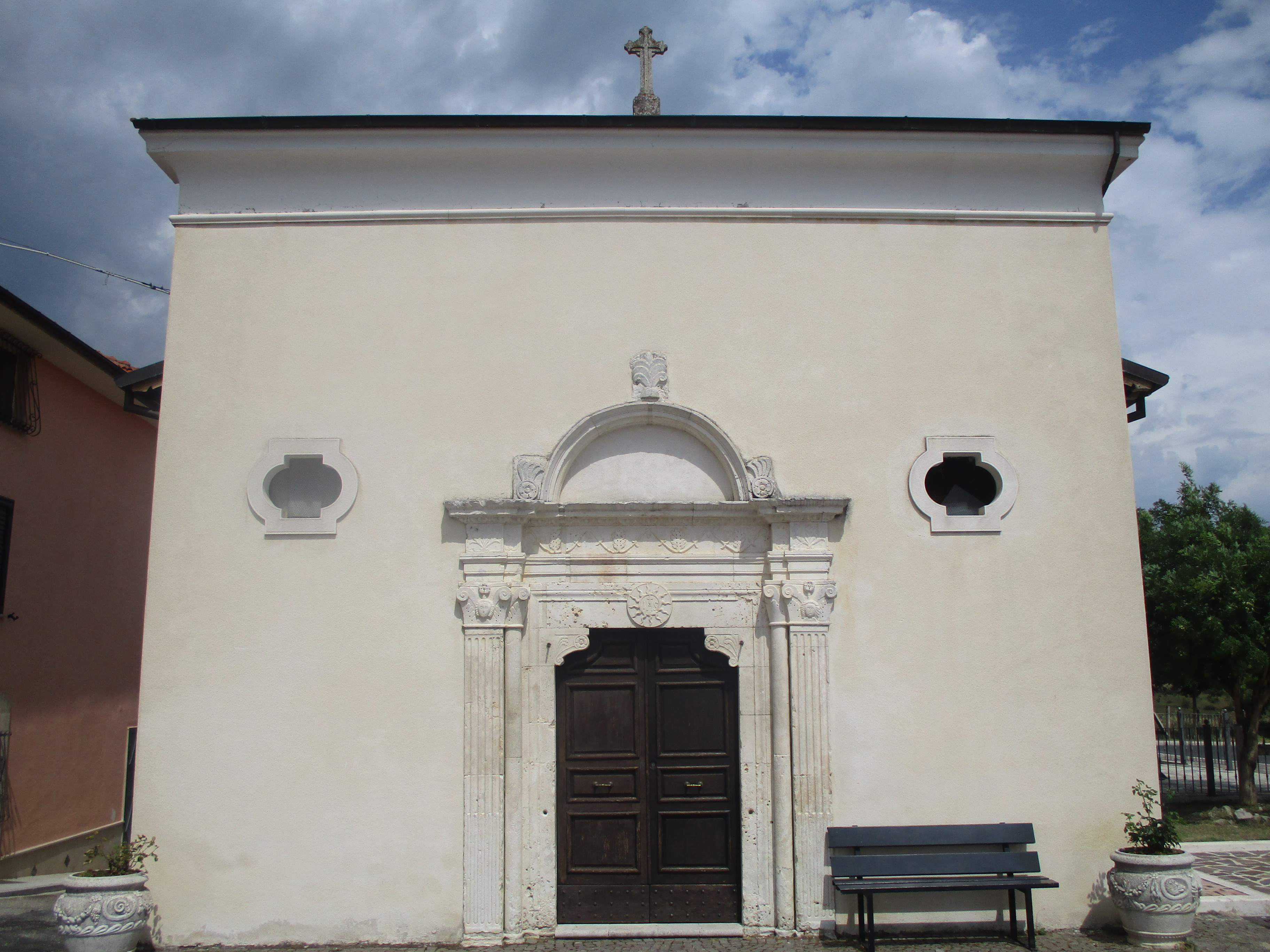
Chiesa di San Bartolomeo

Una leggenda riportata da alcuni storici come Muzio Febonio, Pietro Antonio Corsignani e Luigi Colantoni, vuole che la maga Circe, sorella di Angizia, avesse fondato il paese marsicano. 
Sulle sue origini un'altra ipotesi, ritenuta allo stesso modo leggendaria, narra che Cerchio si sviluppò come nucleo abitativo a cominciare da un piccolo agglomerato di case costruite intorno ad un teatro (detto "circo") che fu eretto dai romani per celebrare l'incoronazione dell'imperatore romano Claudio, autore del primo prosciugamento del lago Fucino.

### Medioevo
Nel corso del Medioevo, a causa della mancata manutenzione dei cunicoli di Claudio, conseguenza della caduta dell'impero romano e, forse, anche a causa di un forte terremoto avvenuto intorno al 500 d.C. si verificò l'ostruzione dell'emissario claudiano con l'inevitabile ritorno ai livelli originari del bacino lacustre. 
Nel periodo medievale il territorio di Cerchio risultò formato da più ville, casali e villaggi come Capezzano, Frimini Vitellino (Flimini), Ozzano, Paziano, Pomperano Avenusio, Turpigliano e Villa Magna che con il tempo si unirono per formare il nucleo antico del paese. La chiesa di San Bartolomeo è citata nella bolla papale del 1302 di Papa Bonifacio VIII. Nel Basso Medioevo il borgo appartenne alle famiglie romane dei Colonna e dei Piccolomini che lo cedettero nell'anno 1591 alla sorella di Papa Sisto V, Camilla Peretti. In seguito le sue terre appartennero alla contea di Celano e alla baronia di Pescina.

### Età contemporanea
Nella seconda metà del XIX secolo il lago venne definitivamente prosciugato dal banchiere romano Alessandro Torlonia, principe di Civitella Cesi. Da questo momento l'economia del paese come quella dell'intera Marsica cambiò radicalmente subendo un impulso positivo grazie alla possibilità di coltivare nella pianura bonificata e fertile. Gli abitanti del luogo, in buon numero, lavorarono come contadini, mezzadri e braccianti sotto l'amministrazione dei Torlonia.
Il 13 gennaio 1915 Cerchio fu devastata, come gran parte delle province dell'Italia centrale, da un grave terremoto dell'11º grado della scala Mercalli (magnitudo 7,0 MW) che, distrusse buona parte del borgo antico, provocando diverse centinaia di morti. Più di trecento furono le vittime nella sola chiesa parrocchiale dei Santi Giovanni e Paolo affollata a quell'ora del mattino (7:52:48, secondo i dati dell'istituto nazionale di geofisica e vulcanologia). A partire dalla metà del XIX secolo anche Cerchio subì forti flussi emigratori verso le regioni del nord Italia e all'estero, specie in Canada, nella città di Mississauga in Ontario, a Cleveland, in Ohio, in Sud America e in Australia.

### Simboli
Stemma
Scudo di colore rosso che racchiude tre monti e una stella a sei raggi che sono inscritti in una "rotella" a sua volta sormontata da un leone.
Gonfalone
Drappo partito di rosso e nero e caricato dallo stemma sopra descritto con l'iscrizione recante la denominazione del comune.

## Monumenti e luoghi d'interesse

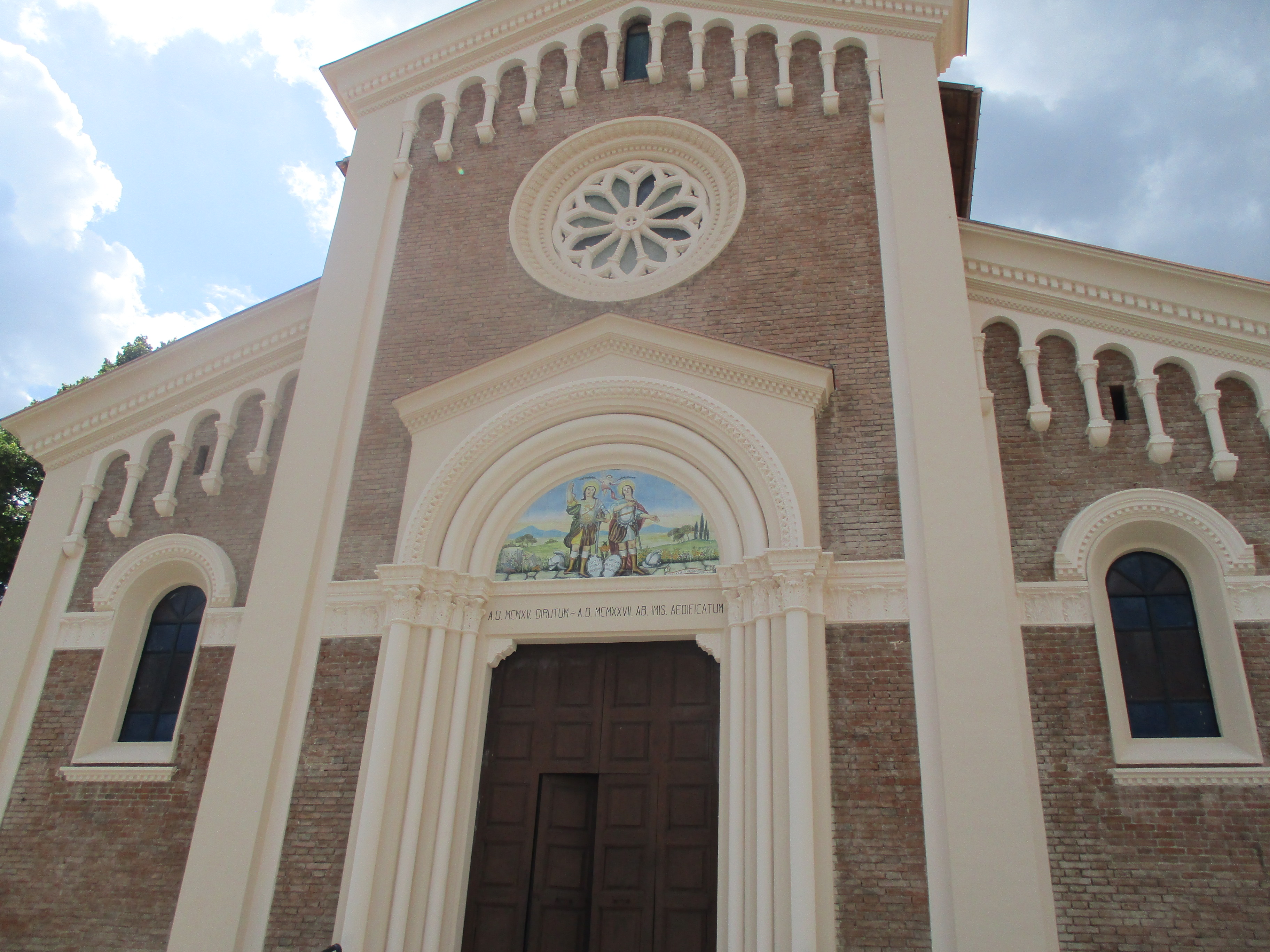
Chiesa dei Santi Giovanni e Paolo

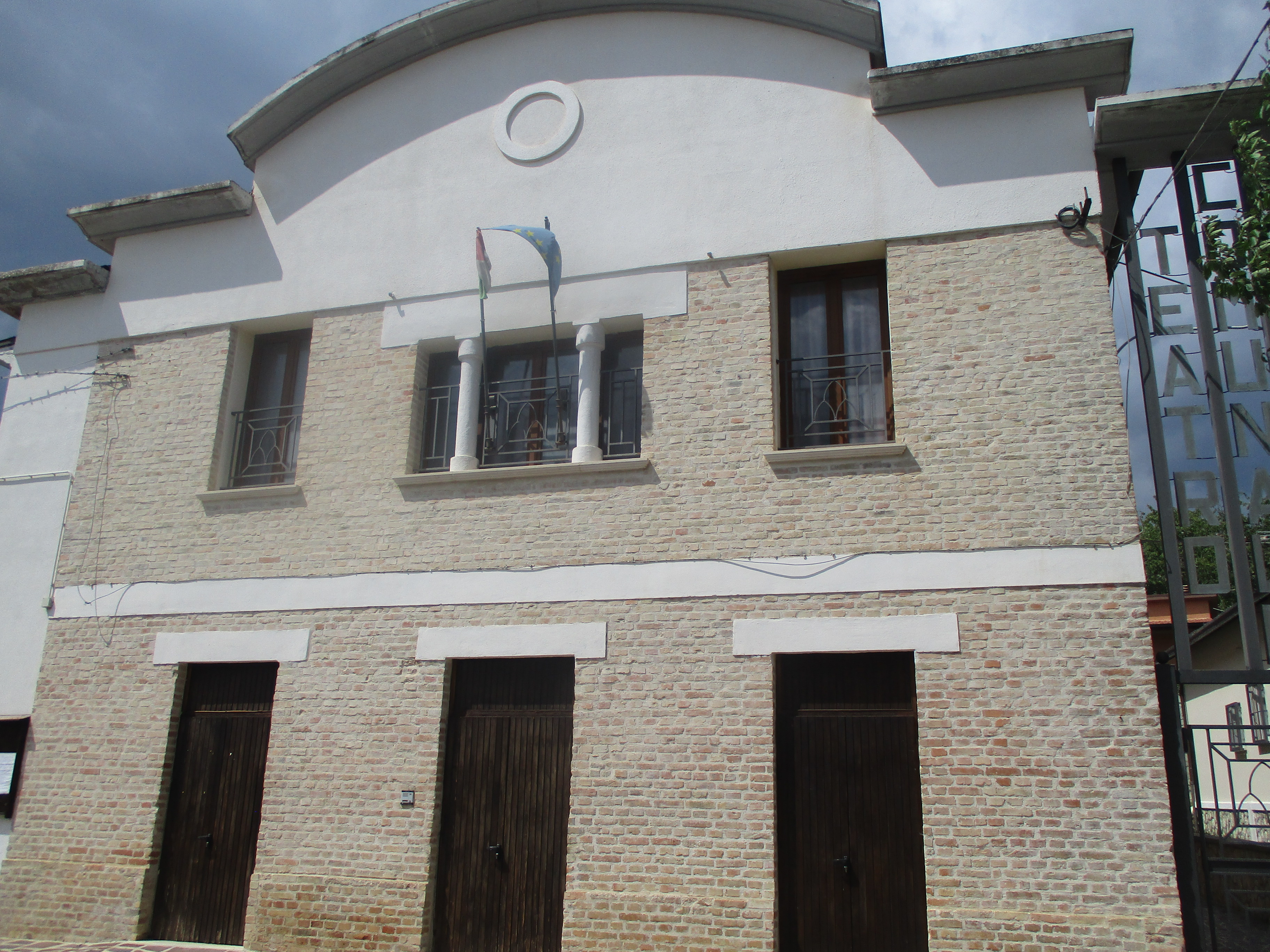
Teatro Calipari

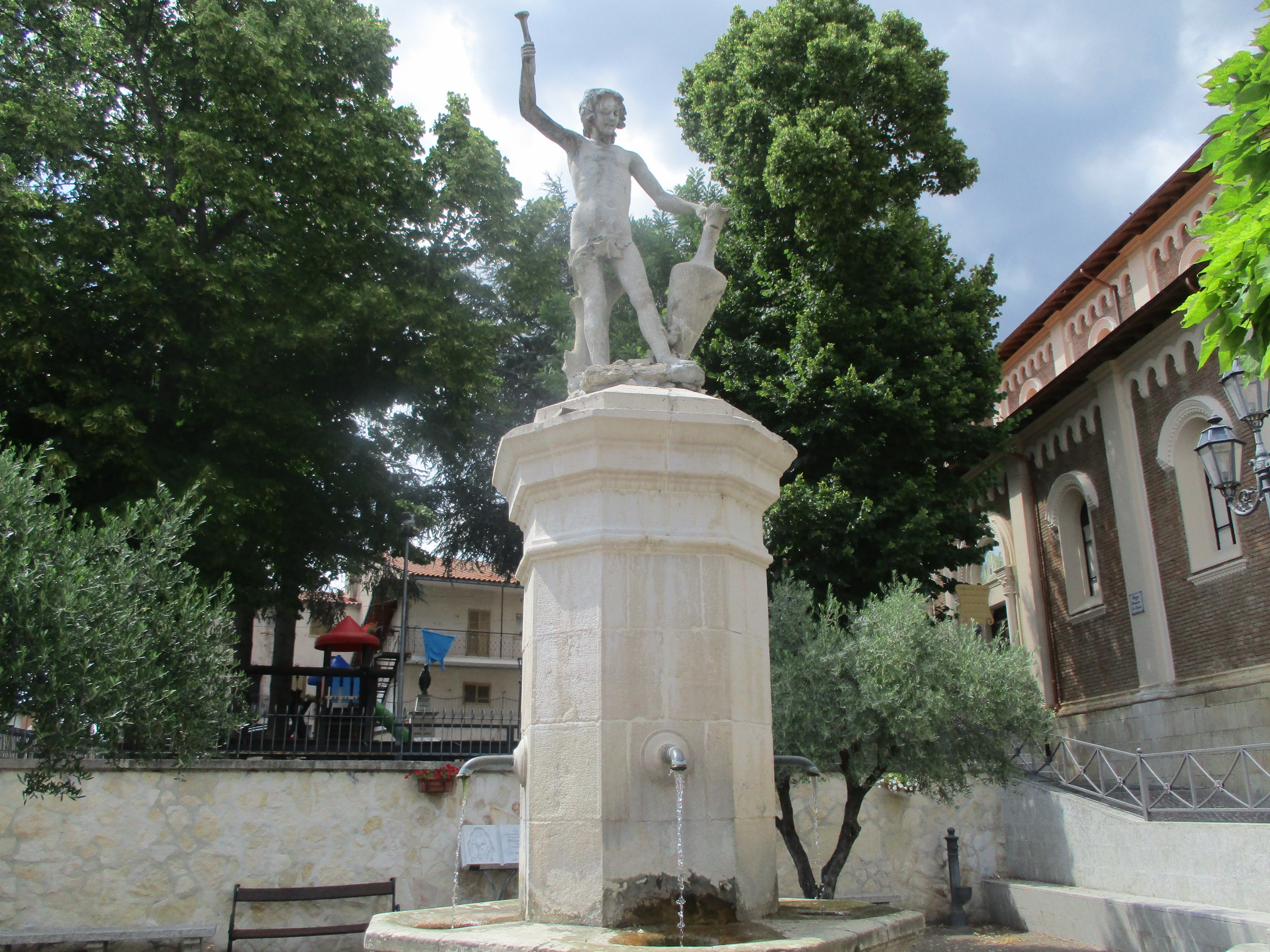
Fontana del Cesar

### Architetture religiose
Chiesa della Madonna delle GrazieCon ogni probabilità è stata edificata nel 1530 dall'antica Universitas Circuli in località Corbarolo (o Corvarolo, Corvarola) dall'antico nome del colle che corrisponde alla centrale piazza Municipio. Il culto della Madonna risale al periodo dell'edificazione della chiesa. La locale confraternita fu riconosciuta ufficialmente nel 1577 con la bolla vescovile dall'allora vescovo dei Marsi, Giambattista Milanese. Accanto all'edificio di culto venne inaugurato nel 1619 il convento degli agostiniani scalzi che verrà soppresso nel 1776. Successivamente vennero ospitate le sedi del municipio e del museo civico di Cerchio.
Chiesa dei Santi Giovanni e PaoloTra gli elementi di rilievo ci sono il rosone che sovrasta la facciata e all'interno l'affresco che raffigura i due santi patroni del paese.
Chiesa di San BartolomeoEdificata con ogni probabilità tra il XII e il XIII secolo era originariamente dedicata a sant'Antonio di Padova. Unico monumento religioso marsicano citato nel documento del primo Giubileo indetto da Papa Bonifacio VIII nel 1300. Nel 1987 è stata inaugurata la Via Crucis, opera realizzata da pittori di scuola abruzzese e laziale, tra i quali Luciano Primavera, Pasquale Di Fabio, Marcello Ercole e Dante Simone

### Architetture civili
Teatro Nicola CalipariIl teatro comunale è stato inaugurato nel 2004 presso l'ex cinema Dante nel centro storico di Cerchio. Il 25 marzo del 2005 è stato intitolato a Nicola Calipari, funzionario del SISMI deceduto in Iraq pochi giorni prima.
- Palazzo baronale D'Amore Fracassi.

### Monumenti
Nel piazzale della chiesa di San Giovanni e Paolo è collocata la fontana del Cesar (in dialetto locale "C'sar") o fonte Cesario realizzata nel 1903 da Giovanni Feneziani, allievo di Teofilo Patini. Nei pressi del piazzale della chiesa di San Bartolomeo si trovano il monumento agli alpini, inaugurato nel 1982, e il monumento dell'emigrante, inaugurato nel 2022. Il crocifisso realizzato nel 1949 durante le missioni dei Padri Passionisti è collocato all'ingresso del paese sul "ponte cavalcavia".

### Parco eolico
Sulle montagne situate tra i due comuni di Cerchio e Collarmele sono stati installati alcuni generatori di energia eolica con il più basso impatto ambientale possibile ed inquinamento acustico pressoché assente, grazie all'evoluzione delle tecnologie impiegate. Il parco eolico permette al comune marsicano di implementare i servizi e le opere pubbliche grazie agli introiti derivanti dalla produzione di energia rinnovabile.

## Società

### Evoluzione demografica
Abitanti censiti

### Etnie e minoranze straniere
I cittadini stranieri residenti a Cerchio rilevati dall'Istat al 31 dicembre 2020 erano 109, pari circa al 7% della popolazione residente.

### Tradizioni e folclore

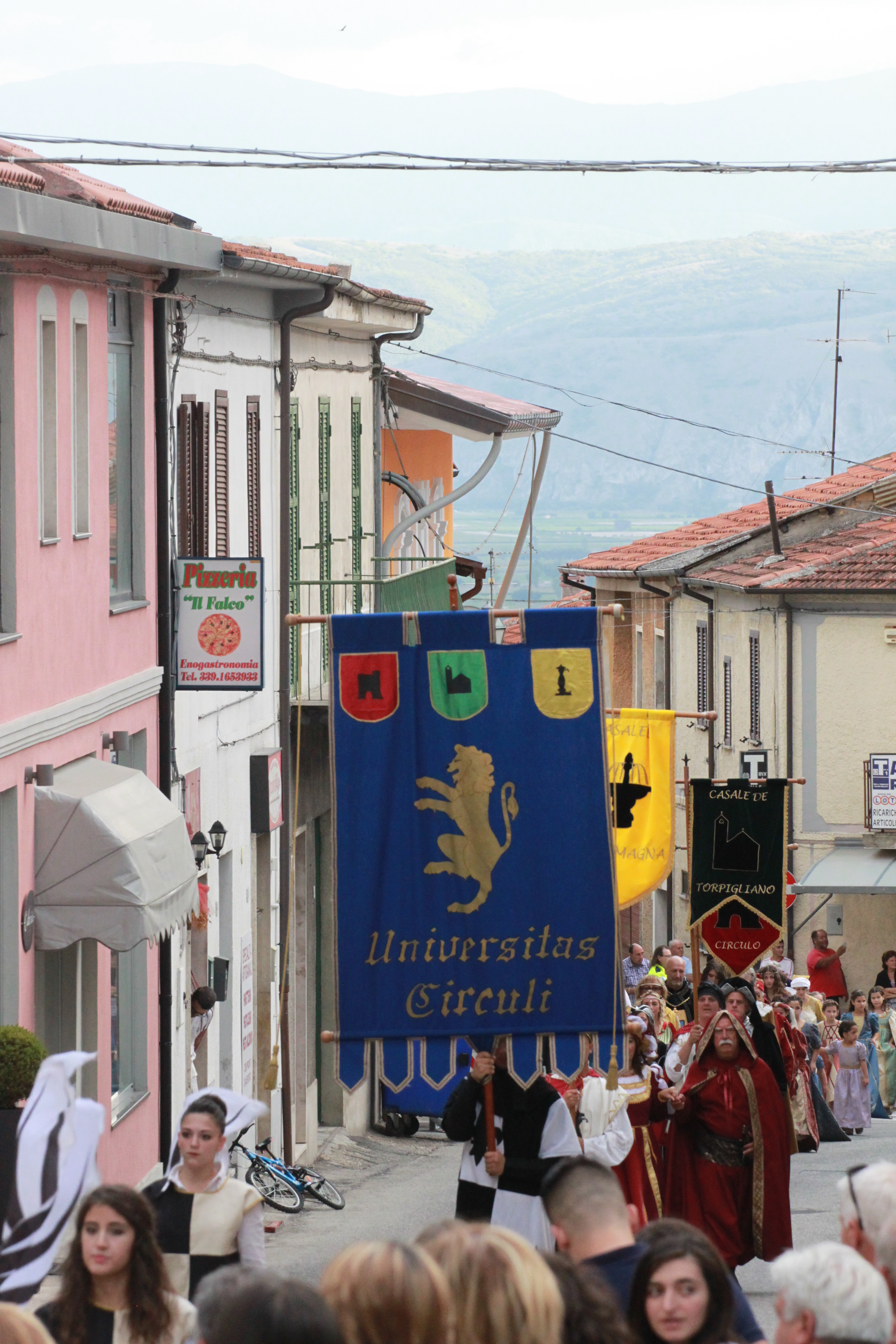
Corteo storico della Bulla Indulgentiarum

Nell'ultima domenica di giugno si celebra annualmente la festa patronale in onore dei santi Giovanni e Paolo, patroni del comune di Cerchio
Il 24 agosto viene rievocata la consegna della bolla pontificia da parte di Papa Bonifacio VIII alla chiesa di San Bartolomeo alla quale furono concessi quaranta giorni di indulgenze. Per le vie del borgo antico si snoda il corteo storico denominato Bulla Indulgentiarum, con figuranti vestiti con abiti dell'epoca e sbandieratori. La celebrazione prevede l'esposizione dello storico documento che è imperniato sui valori della concordia e della pace. La bolla, risalente al 1300, viene custodita nella curia della diocesi di Avezzano. Ogni anno il vescovo dei Marsi consegna la bolla al sindaco per dare il via al corteo e alle celebrazioni di carattere religioso.
Ogni anno nella prima decade di settembre si celebra la festa in onore della Madonna delle Grazie.

## Cultura

### Musei
Museo civico e di arte sacraIstituito il 21 ottobre del 1986 è uno dei più grandi musei della Marsica. Voluto dallo storico Fiorenzo Amiconi il museo è collocato nei locali dell'ex convento degli agostiniani scalzi accanto alla chiesa di Santa Maria delle Grazie. Nato come museo d'arte sacra, raccoglie tele ed elementi sacri delle antiche chiese del paese; nel 1990 venne ampliato con l'allestimento della nuova sezione etnografica e della civiltà contadina e dei mestieri e successivamente con quella riservata alla Repubblica Italiana.

### Media

#### Radio
- Radio Magic Stereo[33]

### Editoria
- Adelmo Polla editore[34]
- Kirke edizioni[35]

### Cinema
- La leggenda del lago per la regia di Germano Di Mattia è un mediometraggio ambientato a Cerchio che partendo dalla narrazione del ritrovamento della statua della Madonna delle Grazie, avvenuto nel 1803 in fondo al lago Fucino, finisce col raccontare le vicende leggendarie ed epiche dei Marsi[36].
- Valigie di Cartone: the italian dream film di Germano Di Mattia che racconta l'emigrazione italiana in ogni aspetto da quella del Novecento a quella contemporanea che spinge i giovani all'estero[37].

## Economia

### Turismo
Cerchio fa parte dell'associazione Borghi autentici d'Italia.

## Infrastrutture e trasporti

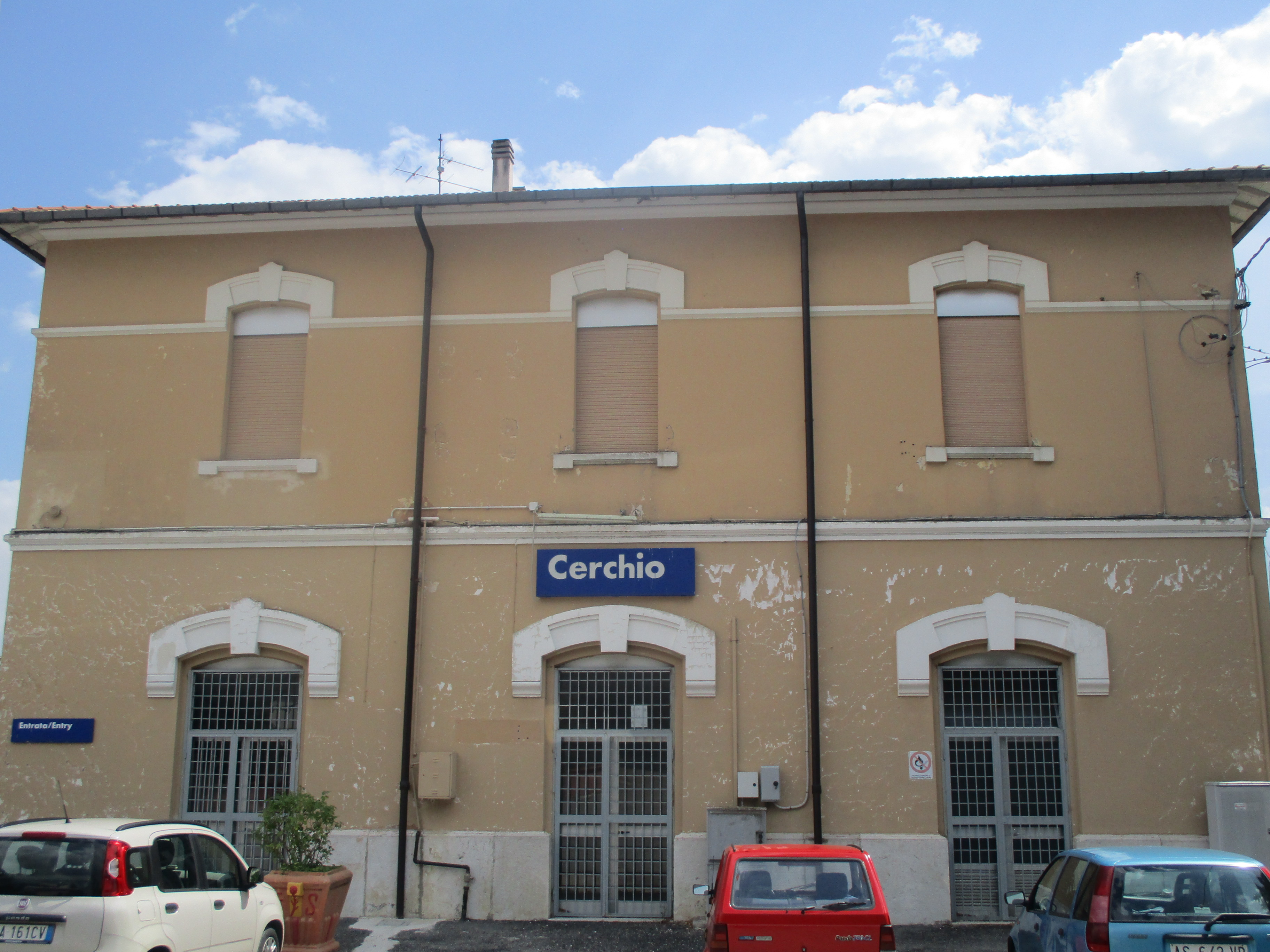
Fabbricato viaggiatori della stazione ferroviaria

### Strade
Il territorio comunale è attraversato dalla strada statale 5 Via Tiburtina Valeria che collega Roma con Pescara. Attraverso questa arteria è facilmente raggiungibile il casello autostradale di Aielli-Celano posto lungo l'autostrada A25. Nel suo territorio ha inizio la strada statale 83 Marsicana che collega la Marsica all'area del parco nazionale d'Abruzzo, Lazio e Molise fino al territorio di Scontrone.

### Ferrovie
Per quanto riguarda il trasporto ferroviario, Cerchio dispone di una stazione ferroviaria situata nella parte bassa del paese. La stazione è servita dalla tratta ferroviaria Roma-Pescara.

## Amministrazione
Sul sito del Ministero dell'interno sono disponibili i dati di tutte le elezioni amministrative di Cerchio dal 1985 ad oggi.

## Sport

### Calcio
Nel 2005 il settore giovanile della locale società calcistica Sirente Cerchio è confluito insieme alle società sportive di Aielli e Pescina nel club calcistico Pescina Valle del Giovenco concluso cinque anni dopo per motivi finanziari.
La squadra del paese ridenominata F.C.D. Cerchio milita nei tornei dilettantistici abruzzesi giocando le gare interne al campo sportivo comunale "Giuseppe Tofani".